# Neoplocaederus pronus
Neoplocaederus pronus es una especie de escarabajo longicornio del género Neoplocaederus, tribu Cerambycini, subfamilia Cerambycinae. Fue descrita científicamente por Fåhraeus en 1872.

## Descripción
Mide 19 milímetros de longitud.

## Distribución
Se distribuye por Sudáfrica.